# Зблево (гміна)
Гміна Зблево (пол. Gmina Zblewo) — сільська гміна у північній Польщі. Належить до Староґардського повіту Поморського воєводства.
Станом на 31 грудня 2011 у гміні проживало 11288 осіб.

## Територія
Згідно з даними за 2007 рік площа гміни становила 137.96 км², у тому числі:
- орні землі: 60.00%
- ліси: 28.00%

Таким чином, площа гміни становить 10.26% площі повіту.

## Населення
Станом на 31 грудня 2011:
| Опис     | Загалом | Загалом | Чоловіки | Чоловіки | Жінки | Жінки |
| -------- | ------- | ------- | -------- | -------- | ----- | ----- |
| одиниця  | осіб    | %       | осіб     | %        | осіб  | %     |
| все      | 11288   | 100     | 5588     | 49.50    | 5700  | 50.50 |
| міське   | 0       | 100     | 0        |          | 0     |       |
| сільське | 11288   | 100     | 5588     | 49.50    | 5700  | 50.50 |

## Сусідні гміни
Гміна Зблево межує з такими гмінами: Каліська, Любіхово, Скаршеви, Стара Кішева, Староґард-Ґданський.

## Відомі особистості
У гміні народився:
- Войцех Камиш (* 1975) — польський хімік (с. Зблево).